# Dr. Simi
Dr. Simi es un personaje publicitario perteneciente a las Farmacias Similares, fundadas en 1997 por Víctor Manuel González Torres, un empresario y farmacéutico mexicano.

## Historia

### Concepción
Su concepción se dio luego de que Víctor Manuel González Torres pidiera que se creara una mascota que fuera la figura publicitaria central de su proyecto boticario de medicamentos genéricos a bajo precio, las Farmacias Similares, emporio que logró extender internacionalmente a Chile y Colombia. De esta forma, el caricaturista Daniel Burgos fue quien lo diseñó tomando en cuenta la descripción que Víctor le dio: «Quiero un muñeco que dé confianza, tranquilidad, que se vea que sabe mucho, una persona grande, pero también quiero que sea picarón, que sea divertido, que tenga esa mezcla.» Partiendo de ahí, Burgos tomó inspiración en la apariencia del actor mexicano Joaquín Pardavé y uno de los personajes que este representó, don Susanito Peñafiel y Somellera, dándole el aspecto de un hombre anciano con sobrepeso, de poco cabello solo por ambos lados de la cabeza, vistiendo una bata, pantalones y zapatos blancos, corbata azul, y teniendo un bigote canoso de estilo manillar.
Una vez que el boceto de su diseño fue elegido, el personaje fue rápidamente colocado como imagen comercial de las farmacias con el eslogan «lo mismo pero más barato», y se empezaron a fabricar sus primeras botargas. Años después se introdujeron diferentes versiones de las botargas del personaje vestido de distintas maneras.

### Trayectoria profesional
En 2000, se público el álbum de música infantil Canción en Similandia, que contuvo temas musicales presentados en una obra teatral del Dr. Simi, ¡Similandia En Peligro!, misma que extendió sus puestas en escena hasta 2002.
En febrero de 2005, se fundó la empresa Capacitación, Industria y Artesanía (CINIA), en el municipio de San Pedro Cholula en el estado de Puebla, una compañía establecida con el objetivo de darle empleo a personas con discapacidades sensoriales, intelectuales o motrices. En busca de apoyar el proyecto, Farmacias Similares contrató los servicios de dicha corporación para ser la manufacturera esencial en la confección de peluches del Dr. Simi en sus variados aspectos y vestuarios.
En 2013, se creó el canal de YouTube «Simi Televisión», donde se empezaron a transmitir ocho programas educativos distintos enfocados a la salud y al cuidado del medio ambiente, todos producidos por Farmacias Similares y algunos presentados por el Dr. Simi. De la mano con esta programación, se encontró la «Fundación Dr. Simi A.C», una organización autónoma, privada, sin fines de lucro y de carácter altruista instituida desde 1994 por la Fundación Best, con el propósito de mejorar la calidad de vida de la población mexicana con diversos planes de ayuda.
En 2014, la serie de televisión animada infantil, El Chavo animado, lanzó «El conde Crápula», el episodio 1 de la temporada 7, donde en una escena se referenció brevemente al personaje.
Gracias a su popularidad, en 2017 se transmitió Mundo Simi, la serie animada, una miniserie animada basada en el personaje, que se emitió través de YouTube y del entonces conocido canal de televisión Azteca Trece, de la televisora TV Azteca.
A finales de 2020 y durante el 2021, junto a la fundación Dr. Simi, el personaje se hizo presente y apoyó en «la Casa del Actor», un asilo para artistas ancianos retirados o sin familia, localizado en Ciudad de México, donde proporcionó despensas, medicamentos, apoyo en especie y económico, ya que el lugar y sus habitantes se vieron monetariamente afectados por la pandemia de COVID-19 en México.
El 27 de noviembre de 2022, a los 66 años de edad, falleció Arturo Martínez Aviña, el actor de voz que interpretó al Dr. Simi durante veinte años consecutivos, comenzando con esa labor cerca de 2002.
Entre 2023 y 2024, se inauguraron dos sucursales de «Similandia», un parque de diversiones temático del Dr. Simi, uno en la plaza comercial Gran Sur en Ciudad de México, y el otro en el centro comercial Cosmopol en Coacalco, Estado de México.
En mayo de 2024, se publicó un comercial que hizo con grupo Chespirito para promocionar el medicamento Nesajar. En el mismo, el Dr. Simi fue disfrazado de  El Chavo del 8, El Chapulín Colorado y el doctor Chapatín, tres de los personajes creados y personificados por Roberto Gómez Bolaños «Chespirito». En julio, se anunció la realización del «Simi Fest», un evento musical organizado por Farmacias Similares con el Dr. Simi como anfitrión principal, el cual se llevó a cabo el 23 de noviembre en el Parque Bicentenario de Ciudad de México. El 6 de septiembre, se estrenó Respira con el Doctor Simi, un cortometraje que realizó el personaje para la plataforma de streaming Netflix con la finalidad de promover en Latinoamérica la serie de televisión española, Respira. El mismo día, el Dr. Simi hizo pública su alianza con la marca de zapatos Panam, la cual lanzó un calzado deportivo inspirado en su imagen llamado «SimiTenis».

## Legado

### Cultura popular mexicana
En 2021, la cantante noruega Aurora Aksnes se presentó en el festival de música Corona Capital, donde le arrojaran un peluche del Dr. Simi mientras cantaba, obsequio, gesto y acción que tomó con agradecimiento. De ahí en adelante, se comenzó a popularizar una tradición entre los mexicanos, la cual consistió en dar o arrojar peluches del personaje a diferentes cantantes o figuras públicas, los cuales en algunas ocasiones eran personalizados para parecerse a sus destinatarios.

### Simi colonia

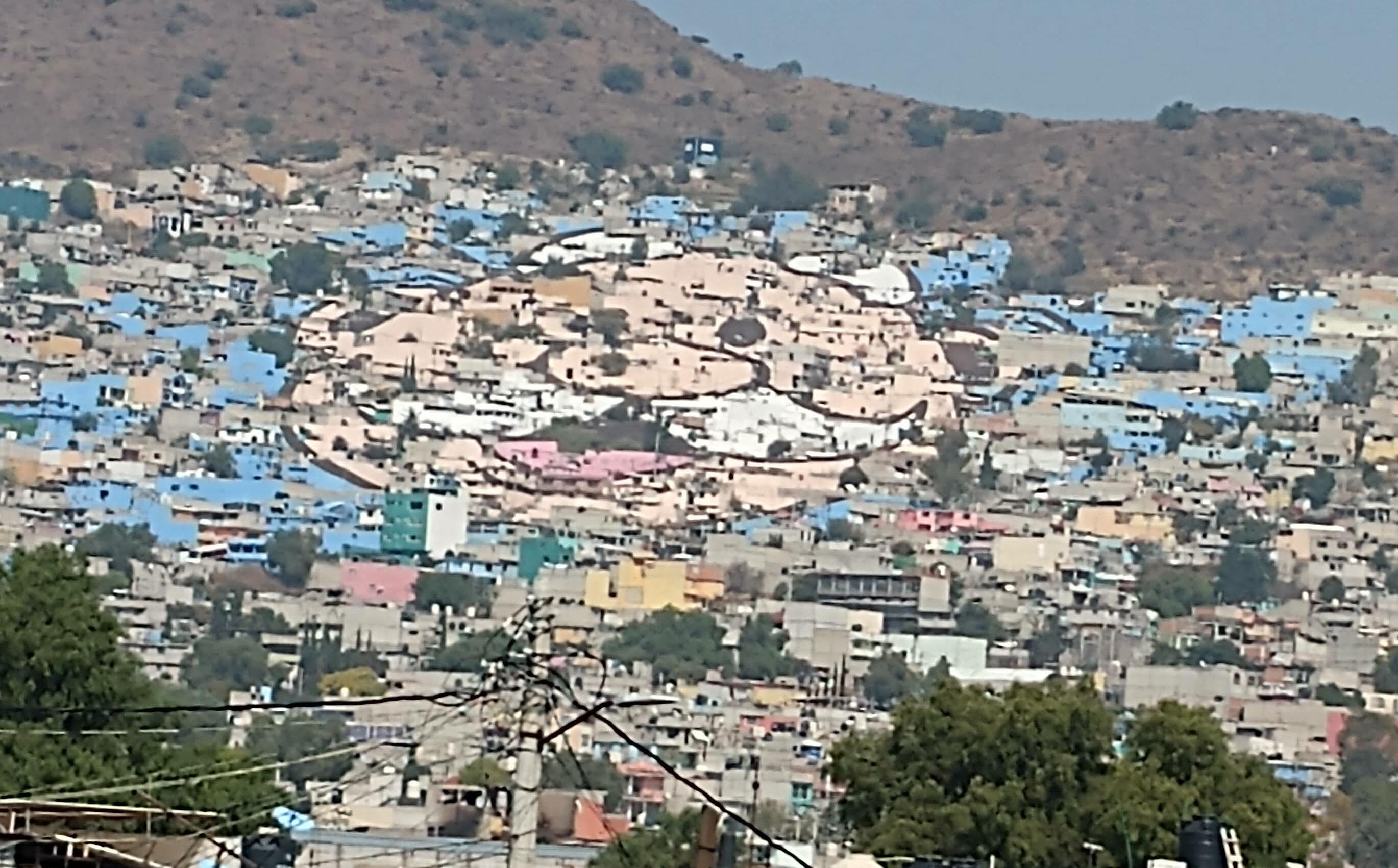
Vista lejana de la pintura del Dr. Simi, fotografiada en 2022.

En agosto de 2022, se dio a conocer un trabajo de pintura hecho por los residentes de la colonia San Carlos Cantera, en Ecatepec de Morelos, Estado de México. En la citada realización, que llevó diez meses poder concretar con ayuda del artista local Oliver Tormenta, se logró capturar el rostro del Dr. Simi. Tiempo después, se colocó una placa conmemorativa que oficializó el nombre de ese vecindario al de la «Simi colonia».
La idea de hacer este trabajo fue de Víctor González Herrera, vicepresidente de Farmacias Similares, la cual le surgió después de percatarse que varias de las fachadas de las casas en esa zona no se encontraban pintadas debido a la falta de recursos económicos de sus habitantes, por lo que los apoyó proporcionándoles pintura para mejorar sus hogares, a cambio de que lo ayudaran a recrear el rostro del Dr. Simi como una especie de truco publicitario.
En 2024, el nombre de la comunidad fue cambiado al de «Colonia Simi Ecatepec».